# Palicourea sodiroi
Palicourea sodiroi là một loài thực vật thuộc họ Rubiaceae. Đây là loài đặc hữu của Ecuador.